# Жариков Володимир Павлович
Володи́мир Па́влович Жа́риков (18 листопада 1931, Конотоп, нині Сумської області — 13 лютого 2020) — український і російський скульптор. Член Спілки художників Російської Федерації (1967). Почесний громадянин міста Златоуст (1994).

## Біографія
Бабусі та дідусі Володимира Жарикова були родом із Путивля. Проте майбутній скульптор народився в місті Конотоп, куди доля закинула його майбутню матір — Тетяну Василівну.
У Конотопі Володя подружився з місцевим художником Василем Микитовичем Зимовцем, часто навідувався до нього, а потім усе життя підтримував зв'язок зі своїм першим художнім наставником. Великий вплив на формування майбутнього майстра мав і рідний дідусь, знаний коваль, який кував огорожі, балкони, ажурні хрести з трояндами.

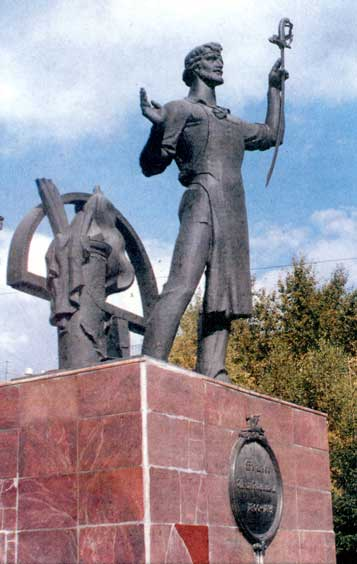
Пам'ятник Іванові Бушуєву

Закінчивши семирічку, Володя поїхав у Київ, де вступив на керамічне відділення художнього училища. Навчальний заклад розташовувався в Києво-Печерській лаврі, там же був гуртожиток для учнів, а поруч — готель для прочан, що приїжджали до святинь. У лаврі ж працювали керамічні й ткацькі майстерні, альфредодекоративне відділення. Володимир учився формувати глину, а у вільний час розвантажував баржі. Хлопцеві було важко, ким тільки він не працював, щоб заробити на прожиття, але училище не покинув і 1952 року закінчив його з червоним дипломом.
Після училища Володимир із молодою дружиною Вікторією поїхав у Харків, де вступив на скульптурне відділення художнього інституту. Навчання на скульптора тривало шість років. Для дипломної роботи Жариков вибрав тему «Материнство». Тоді ця тема не була популярною, але саме його скульптуру (єдину з дипломних робіт) відлили, вона досі зберігається в Харкові — в Будинку материнства й дитинства.
При розподілі Володимирові Жарикову запропонували на вибір п'ять міст: Липецьк, Караганду Якутськ, Магнітогорськ і Златоуст і дали день на роздуми. Викладач Ірина Михайлівна Мельгунова, в якої був великий столовий комплект із мельхіору з оздобленими ручками, виготовлений у Златоусті, фактично вирішила долю випускника, сказавши під час чаювання: «Я рада, що вам, Володимире, запропонували Златоуст. То — місто майстрів, там красиво».
1958 року Жарикови приїхали у Златоуст. Найперше їх вразили красою гори Таганай й Уреньга. Одним із перших до Жарикових завітав директор краєзнавчого музею Михайло Косиков. Він замовив Володимирові Павловичу перший пам'ятник — загиблим червоногвардійцям (відлитий у Шматі).
Володимир Жариков працює у творчому об'єднанні «Художники Златоуста».
9 вересня 1994 року Володимирові Жарикову надано звання «Почесний громадянин міста Златоуст».
Дружина Вікторія Захарівна Жарикова (1931—1989) родом з міста Бобровиця Чернігівської області. Приїхавши 1958 року з чоловіком у Златоуст, стала першим у місті професійним мистецтвознавцем, від 1967 року викладала естетику, історію мистецтв у місцевому педагогічному училищі.

## Творчість

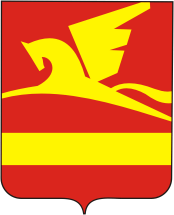
Герб Златоуста

Жариков використовує для своїх творів різні матеріали: мармур, тонований гіпс, дерево, шамот, мідь, латунь, алюміній, бетон.
Роботи скульптора експонувалися на міських, обласних, всеросійських виставках. 2006 року в Златоусті відбулася велика персональна виставка Володимира Павловича, присвячена його 75-літтю. Твори митця прикрашають вулиці та майдани Златоуста, інтер'єри громадських будівель, зберігаються в музеях Златоуста й інших міст.
Монументальні твори:
- пам'ятник червоногвардійцям у селі Куваші (1960, у співавторстві з Б. Волковим);
- пам'ятник юним борцям за владу Рад (1963, у співавторстві з Б. Волковим);
- пам'ятник Марії Олександрівні Ульяновій (1968);
- пам'ятник засновникові златоустівської гравюри на сталі Іванові Миколайовичу Бушуєву (1990);
- композиція «1903 рік».

Автор чеканки «Перші будівники Златоуста», силуетної композиції — дорожнього знаку «Златоуст» на перевалі через Уральський хребет, декоративної скульптури «Крилатий кінь» біля головпоштамту Златоуста. Жариков розробив герб Златоуста.
Жариков також автор скульптури «Скорботна мати», пам'ятника Івану Неплюєву (Троїцьк) — першому губернаторові Оренбурзької губернії.
Останні роки життя скульптор усі частіше звертався до духовної теми: ним створено пам'ятник святому заступникові міста — Іоанну Златоусту.

## Премії
1990 року Жариков став першим лауреатом Златоустівської міської премії імені Івана Бушуєва. 1993 року його вдруге відзначено цією премією.